# Edward Balliol

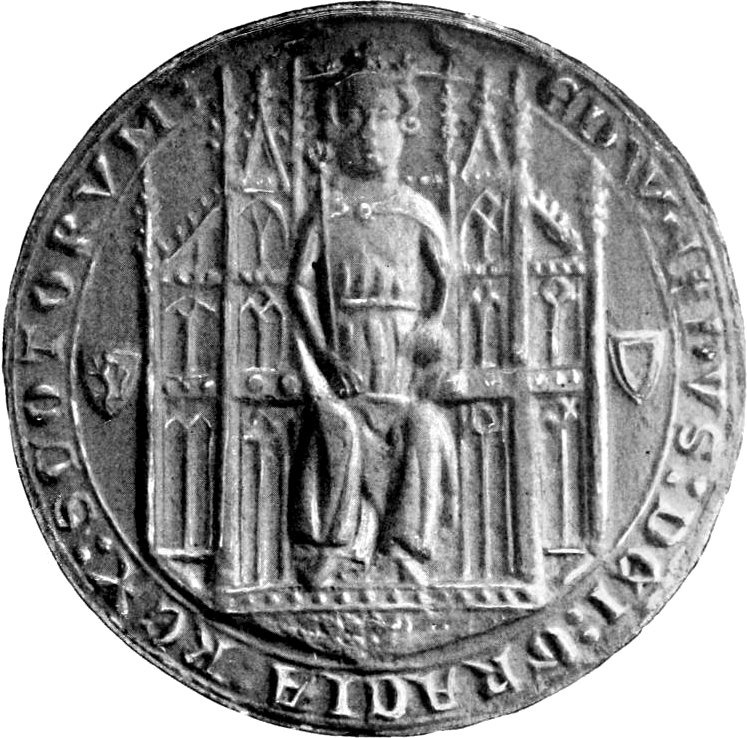
zegel van Edward Balliol

Edward Balliol (1283-1364) was de zoon van John Balliol, en deed na de dood van Robert the Bruce meerdere pogingen om de Schotse troon te veroveren. In 1332 versloeg Balliol de regent van de minderjarige David II, liet zich kronen in Scone, werd teruggedreven en heroverde met Engelse steun de troon. Uiteindelijk moest hij in 1336 vluchten, na verdreven te zijn door Davids getrouwen. In 1345 raakten Engelsen en Schotten opnieuw in oorlog, en weer bezette Edward Balliol aan de zijde van de Engelsen korte tijd de Schotse troon. In de slag van Neville's Cross werd hij definitief verslagen. Tien jaar later stond hij zijn "recht op Schotland" af aan Eduard III in ruil voor een Engels pensioen. Hij stierf ongehuwd, zonder kinderen en in vergetelheid. Zijn begraafplaats is niet bekend.

## Voorouders
| Voorouders van Edward Balliol | Voorouders van Edward Balliol                                                          | Voorouders van Edward Balliol                                                          | Voorouders van Edward Balliol                                                          | Voorouders van Edward Balliol                                                          | Voorouders van Edward Balliol                                   | Voorouders van Edward Balliol                                   | Voorouders van Edward Balliol                                        | Voorouders van Edward Balliol                                        |
| ----------------------------- | -------------------------------------------------------------------------------------- | -------------------------------------------------------------------------------------- | -------------------------------------------------------------------------------------- | -------------------------------------------------------------------------------------- | --------------------------------------------------------------- | --------------------------------------------------------------- | -------------------------------------------------------------------- | -------------------------------------------------------------------- |
| Overgrootouders               | Hugh van Balliol (-1229) ∞ Cecily de Fontaines (-)                                     | Hugh van Balliol (-1229) ∞ Cecily de Fontaines (-)                                     | Alan van Galloway (1199-1234) ∞ Margaret van Huntingdon (1194-1223)                    | Alan van Galloway (1199-1234) ∞ Margaret van Huntingdon (1194-1223)                    | William van Warenne (-1240) ∞ Maud Marshal (1192-1248)          | William van Warenne (-1240) ∞ Maud Marshal (1192-1248)          | Hugo X van Lusignan (1185-1249) ∞ Isabella van Angoulême (1186-1246) | Hugo X van Lusignan (1185-1249) ∞ Isabella van Angoulême (1186-1246) |
| Grootouders                   | John Balliol, vijfde baron van Balliol (-1309) ∞ Dervorguilla van Galloway (1210-1290) | John Balliol, vijfde baron van Balliol (-1309) ∞ Dervorguilla van Galloway (1210-1290) | John Balliol, vijfde baron van Balliol (-1309) ∞ Dervorguilla van Galloway (1210-1290) | John Balliol, vijfde baron van Balliol (-1309) ∞ Dervorguilla van Galloway (1210-1290) | Jan van Warenne (1231-1304) ∞ Adelheid van Lusignan (1224-1256) | Jan van Warenne (1231-1304) ∞ Adelheid van Lusignan (1224-1256) | Jan van Warenne (1231-1304) ∞ Adelheid van Lusignan (1224-1256)      | Jan van Warenne (1231-1304) ∞ Adelheid van Lusignan (1224-1256)      |
| Ouders                        | John Balliol (1240-1314) ∞ Isabella de Warenne (1253-1292)                             | John Balliol (1240-1314) ∞ Isabella de Warenne (1253-1292)                             | John Balliol (1240-1314) ∞ Isabella de Warenne (1253-1292)                             | John Balliol (1240-1314) ∞ Isabella de Warenne (1253-1292)                             | John Balliol (1240-1314) ∞ Isabella de Warenne (1253-1292)      | John Balliol (1240-1314) ∞ Isabella de Warenne (1253-1292)      | John Balliol (1240-1314) ∞ Isabella de Warenne (1253-1292)           | John Balliol (1240-1314) ∞ Isabella de Warenne (1253-1292)           |
| Edward Balliol (1283-1364)    |                                                                                        |                                                                                        |                                                                                        |                                                                                        |                                                                 |                                                                 |                                                                      |                                                                      |